# Аріс (футбольний клуб, Люксембург)
«Аріс» (фр. Aris) — люксембурзький футбольний клуб із міста Люксембург, заснований 1922 року. Поглинений клубом «Расінг» (Люксембург) в 2001 році, внаслідок чого припинив своє існування.

## Досягнення
- Чемпіонат Люксембургу
  -  Чемпіон (3): 1964, 1966, 1972
  -  Срібний призер (1): 1971

- Кубок Люксембургу
  -  Володар (1): 1967
  -  Фіналіст (10): 1964, 1968, 1972, 1976, 1979